# مسجد الشيخ الزاهد
جامع الشيخ الزاهد يقع في شارع سوق الزلط المتفرع من ميدان باب الشعرية .

## الوصف
يتكون المسجد من مستطيل مقسم إلى أربع أروقة تقسمها ستة صفوف من البوائك. يعلوها كرادي خشبية ترتكز على دعائم مربعة حجرية. ويعلو الرواق الرابع من المسجد ، في وسطه يوجد فتحة بطول الرواق تقريبا بها نوافذ للتهوية والإضاءة. وفي الضلع الشمالي من المسجد ومقابل الأروقة الثلاثة الأخيرة منه يوجد ضريح الشيخ أحمد الزاهد. ويتكون الضريح من حجرة مربعة في كل ركن من أركانها مقر ويعلو المقرنصات رقبة مثمنة الشكل بكل ضلع من أضلاعها نافذة قنديلية الشكل وتقوم القبة فوق الرقبة المثمنة وبها أربع نوافذ صغيرة مربعة.
كما يوجد في الجهة الشمالية وإلى الشرق من الضريح الميضأة وأرض فضاء وكان يشغلها من قبل غرف وخلاوى المريدين. ونلاحظ أن داخل المسجد قد جدد حديثا ، أما الوجهة الغربية التي يوجد بها المدخل الرئيسى والمئذنة التي تعلوه وكذا الضريح فقديم. وتتكون المئذنة من ثلاث دورات الأولى والثانية قديمتان أما الدورة العليا فيدل طرازها المعماري على أنها جددت في العصر العثماني.